# Хетеронормативност
Хетеронормативност је веровање да се људи рађају са јасним и комплементарим родовима (мушки и женски) са природним улогама у животу. Претпоставка је да је хетеросексуалност једина сексуална оријентација или једина норма и да су сексуални и брачни односи најприкладнији (или једино прикладни) међу људима супротних полова. Као последица, „хетеронормативног” гледиште је оно које претпоставља подударност биолошког пола, сексуалности, родног идентитета и родних улога. Хетеронормативност је често повезана са хетеросексизмом и хомофобијом.

## Порекло појма
Михаел Варнер је популаризовао израз 1991, у једној од првих Квир теорија. Појам има корене у концепту „полно/родног система” Гејла Рубина и концепту обавезне хетеросексуалности Адријене Рич. У почетку, теорије хетеронормативности су укључивале критички поглед на род; Ворнер је написао да „свака особа која успе да схвати да је геј, зна на један или други начин да је њена означеност повезана са родом. Бити геј значи бити способан да се супротстави устаљеном схватању шта родне резлике значе”.
У низу чланака, Семјуел А. Чемберс позива на разумевање хеторонормативности као концепта који открива очекивања, захтеве и ограничења која настају када се хетеросексуалност унутар неког друштва прихвати као норма.

## Дискриминација
Критичари хетеронормативних ставова, као што су Кети Ј. Коен, Михаел Варнер и Лорен Берлант, тврде да се кроз те ставове врши репресија, стигматизација и маргинализација опажених девијантних облика сексуалности и рода, те да они отежавају самоизражавање, које није у складу са нормама. Хетеронормативност описује како социјалне институције и политика појачавају претпоставку да су људи хетеросексуални и да су род и пол природне појаве. По угледу на Берланта и Варнера, Лори и Старк тврде да домаћа „интимна сфера” постаје „ неприкосновено не-место које је стуб хетеронормативних јавних дискурса, посебно оних који се тичу брака и права на усвајање”.

## Против гејева, лезбијки, бисексуалних и трансродних особа
Према културном антропологу Гејлу Рубину, хетеронормативност у већини друштва ствара "сексуалну хијерархију" која обележава сексуалне навике од морално "доброг секса" до "лошег секса". Ова хијерархија означава репродуктивни, моногамни секс између опредељених хетеросексуалаца као "добар" и ставља сваке сексуалне чинове и индивидуе које не испуњавају овај стандард ниже, све док не падну у "лош секс". Тачније, ово поставља геј парове који су у дугим везама и промискуитетне гејеве негде измедју полова ове хијерархије. Патрик Макрири, предавач на Њујоршком универзитету, види ову хијерархију као делимично објашњење за стигматизацију геј људи за друштвено "девијантне" сексуалне навике које су такође често упражњаване и од стране стрејт људи, као што су конзумирање порнографије или секс на јавним местима.
Макрири наводи да се ова хетеронормативна хијерархија преноси на радно место, где се геј, лезбо и бисексуалне индивидуе суочавају са дискриминацијом као што је политика незапошљавања хомосексуалаца или дискриминација на радном месту која често оставља индивидуе које су "најниже у хијерархији", као што су транссексуалци, рањиве за најотворенију врсту дискриминације и у немогућности да нађу посао.
Кандидати за запослење и тренутно запослени могу легално бити заобиђени или отпуштени због тога што нису хетеросексуалци или нису виђени као хетеросексуалци у многим земљама, као што је случај са ланцем ресторана Кракер Берел, који је привукао пажњу читаве државе 1991. након што су отпустили радницу због тога што је била опредељена лезбијка, наводећи политику компаније да запослени са "сексуалним преференцијама које не испуњавају нормалне хетеросексуалне ведности нису у складу са традиционалним Америчким вредностима". Радници као што су ова отпуштена радница и други, као што су исфеминизирани конобари (наводно описани као праве мете), легално су били отпуштени јер политика рада "премашује" нормалну хетеронормативну културу.
Анализирајући међуповезаност хетеронормативности и сексуалне дискриминације запослених, Мустафа Билгехан Озтурк прати утицај патријахалне праксе и институција на искуства са радних места лезбијки, гејева и бисексуалних запосленика у различитим контекстима у Турској, показујући даље специфичну историчност и локализоване снага/знање формације које су дале повод за физичко, професионално и психо-емотивно деловање из предрасуде против сексуалних мањина.

## Однос према браку и "нормалној" породици
Структуре модерне породице у прошлости и садашњости разликују се од онога што је било типично за „нормалну“ породицу 1950-их. Породице из друге половине 19. века и раног 20. века у Сједињеним Амреричким Државама, за многу америчку децу биле у окарактерисане смрћу једног или оба родитеља.
У последње три деценије стопе развода, самохраних родитеља и кохабитације су нагло порасле. Нетрадиционалне породице (које се разликују од "породице средње класе у којој су отац који зарађује и мајка која је домаћица, венчани и одгајају своју биолошку децу") данас чине већину породица у САД. Бракови са паролом заједничка зарада/заједничко родитељство у ком два хетеросексуална родитеља и обезбеђују ресурсе и негују децу постали су веома популарни. Модерне породице могу такође имати и породицу самохраног родитеља проузроковану разводом, раздвајањем или смрћу, породице које имају два родитеља који нису у браку али имају децу, или породице са два родитеља истог пола. Са вештачком оплодњом, сурогат мајкама, и усвајањем, породице не морају бити формиране хетеронормативном биолошком заједницом између мушкарца и жене.
Последице ових промена по одрасле, укључујући и децу, се у великој мери расправљају. У једном судском случају у Масачусетсу 2009, развојни психолог Михаел Лемб је сведочио да сексуална оријентација не утиче негативно на равој детета. "Још с краја 1980-их....установљено је да се деца и адолесценти могу прилагодити у нетрадиционалним околностима готово исто као и у традиционалним околностима", тврдио је. Међутим, колумнисткиња Меги Галагер тврди да су хетеронормативне социјалне структуре корисне за друштво јер су оптималне за подизање деце. Аустралијско-Канадски етичар Маргарет Сомервил тврди да "дајући истополним паровима право да оснују породицу одваја родитељство од биологије". Скорашња критика ове тврдње дошла је од стране Тимотија Лорија, који тврди да су стања интерсексуалности и неплодности одувек компликовали везе између биологије, брака и одгајања детета.
Подгрупа хетеронормативности је концепт хетеронормативне темпоралности. Ова идеологија наводи да је ултимативни животни циљ друштва хетеросексуални брак. Друштвени фактори утичу на одрасле да траже партнера супротног пола да би ступили у хетеросексуални брак с циљем да имају децу кроз традиционалну структуру „нормалне“ породице. Хетеронормативност промовише апстиненцију само до брака. Многи амерички родитељи се придржавају ове хетеронормативне идеје, и уче своју децу у складу с њом. Према Ејми Т. Скалет, чини се да највећи део сексуалне едукације родитељ-дете које укључује апстиненцију се обавља у САД, за разлику од других делова света. Слично томе, професорка са Џорџ Вашингтон универзитета Еби Вилкерсон разматра начине на које здравствена заштита и медицинска индустрија појачавају ставове хетеросексуалног брака како би промовисали хетеронормативну темпоралност. Концепт хетеронормативне темпоралности превазилази хетеросексуални брак и укључује свеприсутни систем где је хетеросексуалност виђена као стандард, и ништа изван тог оквира се не толерише. Вилкерсон објашњава да то одређује аспекте свакодневног живота као што су нутритивно здравље, социо-економски статус, лична уверења и традиционалне родне улоге.

## Изузеци

### Интерсексуалне особе
Интерсексуалне особе поседују биолошке карактеристике које се не могу дефинисати ни као мушког ни као женског рода. Када се ово стање открије, интерсексуалним особама се у већини данашњих друштава готово увек одређује пол убрзо након рођења. Операције (које често подразумевају модификацију гениталија) се изводе у покушају да се створи искучиво мушко или женско тело, уз родитељску – радије него појдиначну– дозволу. Та деца се обично одгајају и васпитају као хетеросексуалне особе чији је пол био исти на рођењу, а не касније одређен. Са тим што тај одређени пол може, а и не мора одговарати полном индетитету који се развија током живота детета, као ни осталим сексуалним карактеристикама (као на пример: хромозомима, генима и полним органима интерсекусалне особе).

### Трансродне особе
Трансродне особе осећају сукоб између њиховог правог полног индентитета и њиховог одређеног полног индентитета. Трансродност је универзални термин јер обухвата трансродне мушкарце и трансродне жене чији је прави пол супротан одређеном полу (а које се понекад називају трансексуалне уколико желе медицинску помоћ у току њихове транзиције), која може обухватати и неуобичајне полове људи (чији родни индентитети нису искључиво мушки и женски, а коју могу имати два или више пола или чак ни један пол). Остале дефиниције сматрају трећи род као трансродан или сматрају трансродне особе трећим родом, у ретким случајевима се и шире дефинише тако да обухвата и трансвестите.
Неке трансродне особе иду на терапије промене пола, и не понашају се у складу са улогом коју им је друштво наметнуло. Нека друштва сматрају понашање трансродних особа злочином достојним смртне казне, као на пример Саудијска Арабија и многе друге нацијаме. У неким случајевима гејеви и лезбијке су приморани да се подвргну третманима промене пола како би „поправили“ свој пол : као на пример у неким Европским земљама у току двадесетог века и у Јужној Африци 70тих и 80тих година.
У неким земљама, укључујући Северну Америку и Европске земље, одређени облици насиља над трансродним особама се прећутно одобравају када тужиоци и порота обијају да истраже, гоне или осуде оне који убијају и туку трансродне особе (тренутно у неким деловима Северне Америке и Европе). Остала друштва сматрају понашање трансродних особа као психијатријско обољење толико озбиљно да може да оправда институционализацију трансродних особа.
У медицинској заједници уз ова ограничења, пацијенти имају избор да сузбију своје трансродно понашање и да се понашају у складу са одређеним полом (што може бити неопходно како би се избегло понижавање и насиље у друштву) или да се строго придржавају правилима свог „новог“ пола како би се квалификовали за операције замене пола и хормонској терапији. Сваки покушај да се постигне неодређен или "алтернативни" родни идентитет неће бити подржан нити дозвољен. Понекад је операција промене пола услов за званичну промену пола и често су „мушки“ и „женски“ пол једини доступан избор чак и за интерсексуалне и трансродне особе. У владама које одобравају само хетеросексуалне бракове, процедура званичне промене пола утиче на сродна права и привилегије као што су старатељство, наслеђивање и доношење медицинских одлука.

## Хомонормативност
Хомонормативност се може односити на уочене привилегије хомосексуалности или на уочено прилагођавање хетеронормативних идеала и конструката у ЛГБТ културу и индивидуални идентитет. Нарочито, Кетрин Конел тврди да хомонормативност „наглашава заједништво са нормама хетеросексуалне културе, укључујући брак, моногамију, рађање и продуктивност“. Појам се скоро увек користи у свом другом смислу, и значајно га је користила Лиса Дуган 2003, иако је стручњак за трансродне студије Сузан Страјкер, у свом чланку „Историја трансродности, хомонормативност и дисциплинарност“, приметила да су га користили трансродни активисти 1990-их када су говорили о наметању геј/лезбијских норми над интересима трансродних особа. Трансродни људи нису били укључени у здравствене програме у борби против епидемије АИДС-а, и често су искључивани из геј/лезбијских демонстрација у Вашингтону. Хомонормативност је порасла тако да обухвата и транснормативност, или „притисак на транс људе да се прилагоде традиционалним, опозиционално сексистичким схватањима рода“. Додатно, хомонормативност се данас може користити да прекрије или избрише радикалну политику квир заједнице током Геј ослободилачког покрета не само заменом ове политике са конзервативнијим циљевима као што су брачна једнакост и права на усвајање, већ такође комерцијализацијом и увођењем у нормалне токове queer (квир) супкултуре.
Према Пени Грифин, предавачу политике и међународних односа на Универзитету у Новом Јужном Велсу, хомонормативност подржава неолиберализам радије него што критикује моногамију, рађање и двоструке родне улоге као суштински хетеросексуалне и расистичке. У овом смислу, хомонормативност је дубоко испреплетана са ширењем и одржавањем међународно структурисаним и структурирајућим капиталистичким светским системом. Дуган тврди да хомонормативност дели ЛГБТ заједницу у хијерархију достојности, и да се ЛГБТ људи који најближе опонашају хетеронормативне стандарде родног идентитета сматрају најдостојнијим да добију права. Она такође тврди да се ЛГБТ појединци на дну ове хијерархије (на пример: бисексуалне особе, трансродне особе, не-бинарни људи, интерсексуални људи, queer (квир) секс радници) сматрају препреком за ову класу хомонормативних појединаца у добијању њихових права. На пример, једна емпиријска студија је открила да су у Холандији, трансродни људи и остале родно неусаглашене ЛГБТ особе често ниподиштавани јер се не понашају „нормално“. Они који се прилагоде често постану невидљиви у друштву и осећају сталан страх и стид због неприлагођених у њиховој заједници. Страјкер се позива на теоретичара Јиргена Хабермаса и његов поглед на јавну сферу омогућавајући појединцима да се скупе заједно, као група, да би дискутовали о различитим идеологијама и да искључивањем неприлагођених ЛГБТ заједница, друштво у целини без сумње искључује родно разноврсне појединце из грађанских учествовања.

## Заступљеност у медијима
Пет различитих истраживања су показала да појављивање геј особа на ТВ-у умањује предрасуде међу гледаоцима. Радио емитери заостају јер су кабловска и сервиси за преношење података преко компјутерских мрежа свеобухватнији и укључују лезбијске, геј, бисексуалне и трансродне особе. Кабловској и сервисима за преношење података преко компјутерских мрежа недостаје разноврсност, судећи по извештају ГЛААД-а, јер су многи ЛГБТ ликови геј мушкарци (41% и 39% тим редом). Пријављено је да је укупан број ЛГБТ ликова избројан на кабловској 31% од 2015, а заступање бисексуалности се скоро удвостручило.
Интерсексуалне особе су скоро потпуно искључене. Интерсексуалност није тако ретка колико се чини; око 1% популације је на неки начин интерсексуално. Новинари приказују шта значи бити мушко или женско, што ствара јаз за свакога ко не спада у те две категорије. То је навело новинаре да помену проблеме попут интерсексуалности спортиста услед тога што су спортови родно подељени, свима остављајући велико питање шта је заправо интерсекусалност. Ово је добило светску пажњу случајем Кастер Семење, кад се проширила вест да су спортски званичници морали да одреде да ли ће је сматрати женом или мушкарцем.